# Peregrine Osborne (2e duc de Leeds)
Peregrine Osborne, 2e duc de Leeds (1659 - 25 juin 1729) est un homme politique, militaire et pair britannique.

## Biographie

### Vie privée
Peregrine Osborne est le second fils de Thomas Osborne, 1er duc de Leeds et de sa femme Bridget Bertie, fille de Montagu Bertie, 2e comte de Lindsey.
En 1673, son père est nommé vicomte Osborne dans la pairie d'Écosse, mais remet le titre à Peregrine Osborne, lorsqu'il est nommé vicomte Latimer dans la pairie d'Angleterre plus tard dans l'année.
Il est titré vicomte Osborne entre 1673 et 1689, comte de Danby entre 1689 et 1694 puis marquis de Carmarthen entre 1694 et 1712.

### Vie publique
En 1677, Peregrine Osborne siège au Parlement comme député pour Berwick-upon-Tweed, puis brièvement pour Corfe Castle quand il succède à son frère pour le siège en 1679.
En 1689, il siège brièvement de nouveau au Parlement, cette fois pour York. Il occupe le siège près d'un an quand il quitte la Chambre des communes en 1689 après avoir été appelé à la Chambre des Lords sous le titre de son père baron d’Osborne.
Cependant il ne joue pas un rôle actif à la Chambre des Lords, choisissant plutôt une carrière dans la Marine avant de devenir finalement vice-amiral de l'escadre rouge en 1702-1703. Il participe à la bataille de Camaret le 18 juin 1694. Il finit vice-amiral.
Son fils aîné, William Osborne, porte les titres subsidiaires destinés aux héritiers de son grand-père, Thomas Osborne, 1er duc de Leeds, puis à sa propre mort en 1711, les titres reviennent à son second fils Peregrine Osborne, 3e duc de Leeds qui devient duc en 1729.

## Famille
Il épouse, le 25 avril 1682, Bridget Hyde (1662-1734), fille de Thomas Hyde. Ils ont quatre enfants.
- William Osborne, comte de Damby (31 juillet 1690 - 16 août 1711), célibataire, sans enfants ;
- Peregrine Osborne, 3e duc de Leeds (11 novembre 1691 - 9 mai 1731) épouse en premières noces Lady Elizabeth Harley (2 juin 1689 - 20 novembre 1713) (dont descendance), puis épouse en secondes noces Anne Seymour (1709 - 27 novembre 1722) (dont descendance), puis épouse en troisièmes noces Juliana Hele (1706 - 20 novembre 1794) (sans descendance) ;
- Bridget Osborne (? -?) épouse William Williams (? - ?), dont descendance ;
- Mary Osborne (1688 - 4 février 1721) épouse en première noces Henry Somerset, 2e duc de Beaufort (2 avril 1684 - 24 mai 1714) (sans descendance), puis épouse en secondes noces John Cochrane, 4e comte de Dundonald (4 juillet 1687 - 5 juin 1720) (sans descendance).

Le 2e duc de Leeds est enterré dans la chapelle de la famille Osborne à l'église All Hallows, à Harthill, dans le Yorkshire du Sud.